# 在カナダ・ウクライナ正教会

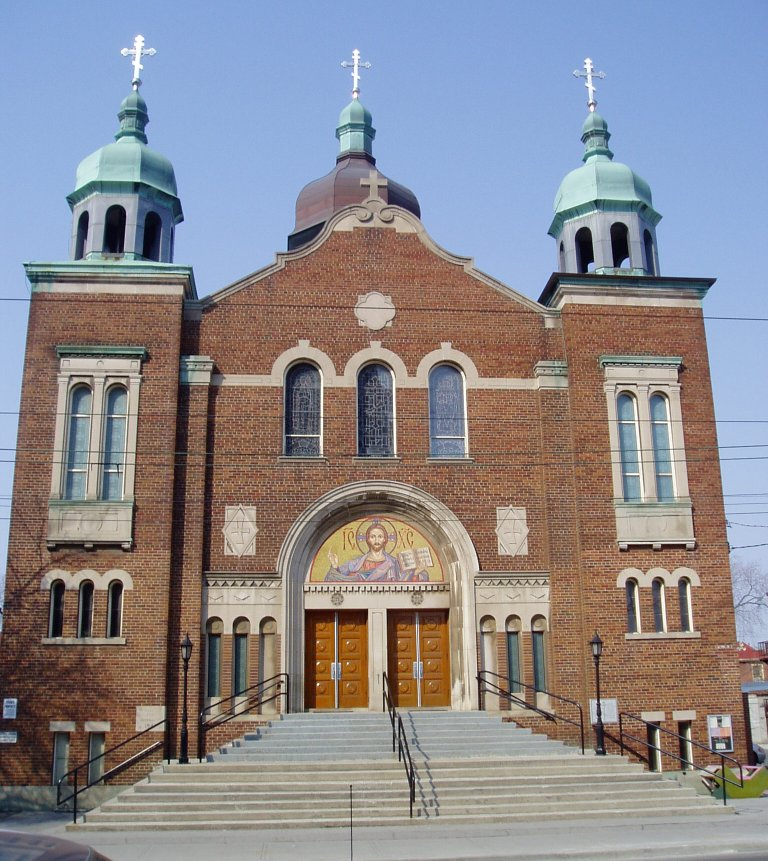
聖ヴォロドゥィミール大聖堂（トロント）

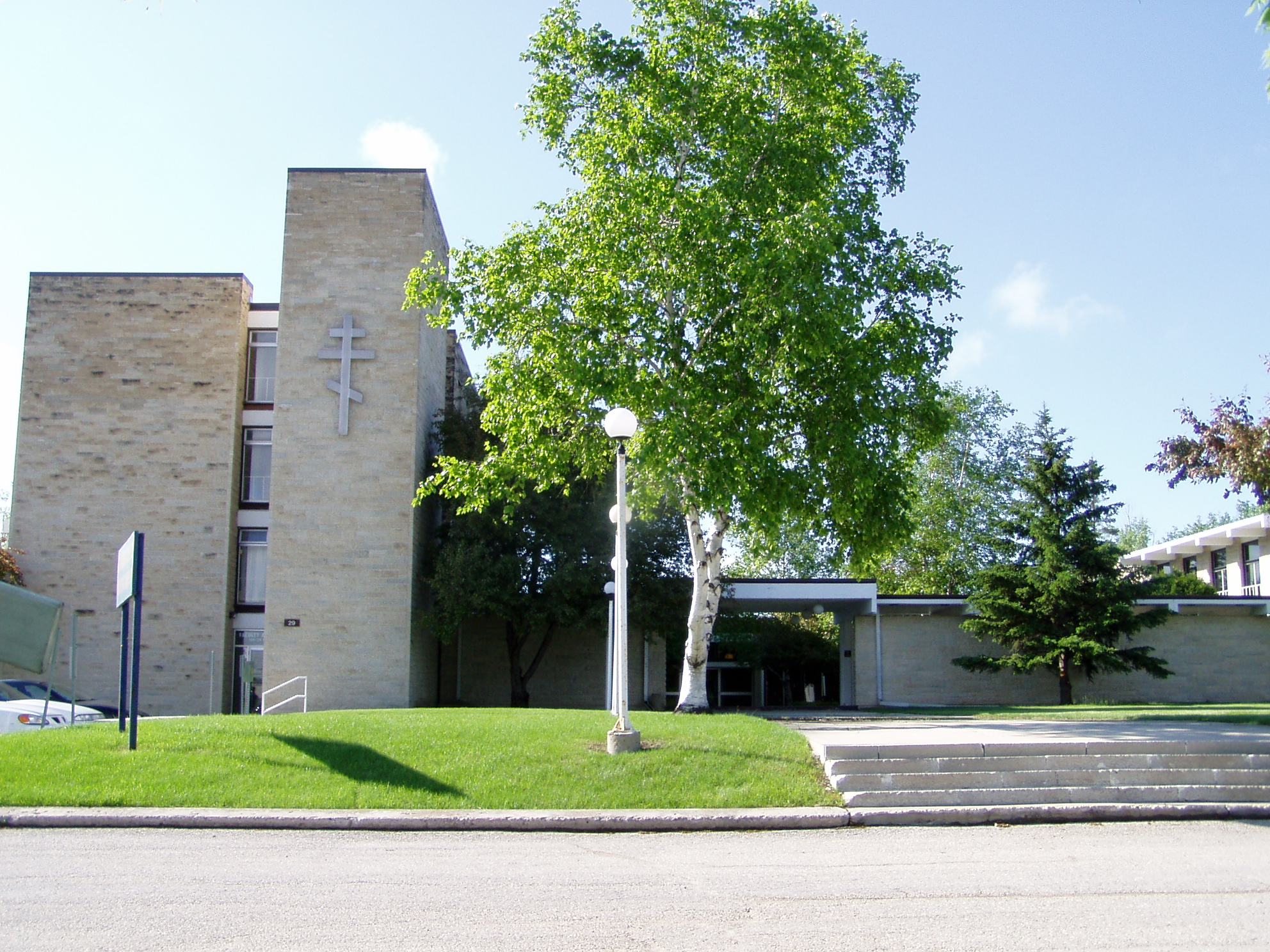
聖アンドリーイ神学校（ウィニペグ）

在カナダ・ウクライナ正教会（ざいカナダ・ウクライナせいきょうかい、英語: Ukrainian Orthodox Church of Canada、ウクライナ語: Українська православна церква Канади）は、カナダでウクライナからの移民が作った正教会で、本部をマニトバ州のウィニペグにある聖アンドリーイ記念教会（Holy Trinity Ukrainian Orthodox Metropolitan Cathedral
北緯49度55分07秒 西経97度07分45秒 / 北緯49.9186度 西経97.1291度座標: 北緯49度55分07秒 西経97度07分45秒 / 北緯49.9186度 西経97.1291度）
に置き、全米に教区が三つあり、信者数は85,725人といわれている。
在カナダ・ウクライナ正教会はサスカチュワン州サスカトゥーンで1918年に設立されて、その後様々なころがあったが、現在はコンスタンディヌーポリ総主教庁の下に独立した教会として組織されている。
全米には三つの教区がある。
- 中央教区（本部はウィニペグ市）：マニトバ州とサスカチュワン州
- 東教区（本部はトロント市）：オンタリオ州からカナダ東部
- 西教区（本部はエドモントン市）：アルバータ州からカナダ西部

神学校はウィニペグにある聖アンドリーイ神学校（St. Andrew's College, Manitoba）で、マニトバ大学とも関連している。
2023年8月25日、カナダ・ウクライナ正教会のイラリオン主教は教区の聖職者に対し、ウクライナのUOC同様に新ユリウス暦を採用する可能性について対話を呼び掛けた。2023年12月1日、在カナダ・ウクライナ正教会は2023年12月20日から新ユリウス暦を採用することを発表した。

## 分類
- 正教会（ギリシャ正教、東方正教会） — 正教会の洗礼・聖体機密（聖体礼儀）を含む機密（秘蹟）は全ての正教会で有効。「ルーマニア正教会」「ロシア正教会」は組織名であり、一組織を信仰するかのような「ロシア正教を信仰する」「グルジア正教を信仰する」といった表現は誤りである。
  - 独立正教会（一部からの承認のみのものを含む）
    - アメリカ正教会
    - アルバニア正教会
    - アレクサンドリア教会（アレクサンドリア総主教庁）
    - アンティオキア教会（アンティオキア総主教庁）
    - ウクライナ正教会 (2018年設立)
    - エルサレム教会（エルサレム総主教庁）
    - キプロス正教会
    - ギリシャ正教会
    - グルジア正教会
    - コンスタンティヌーポリ教会（コンスタンティヌーポリ全地総主教庁）
    - セルビア正教会
    - チェコスロバキア正教会
    - ブルガリア正教会
    - ポーランド正教会
    - マケドニア正教会　一部のみその地位を承認。
    - ルーマニア正教会
    - ロシア正教会

  - 自治正教会（一部の承認のものも含む）
    - エストニア使徒正教会 — 一部のみその地位を承認。承認していない教会からは一教区扱い。
    - シナイ正教会
    - 正統オフリド大主教区 — 一部のみその地位を承認。承認していない教会からは一教区扱い。
    - 中国正教会 — 一部のみその地位を承認。承認していない教会からは一教区扱い。
    - 日本ハリストス正教会 — 一部のみその地位を承認。承認していない教会からは一教区扱い。
    - フィンランド正教会

  - 自主管理教会
    - アンティオキア正教会北米大主教区
    - ウクライナ正教会 (モスクワ総主教庁系)
    - エストニア正教会 — ロシア正教会の自主管理教会。
    - 在外ロシア正教会
    - モルドバ正教会
    - ラトビア正教会
    - 他

## 参照項目
- ウクライナの宗教
- カナダ#宗教 (Religion in Canada#Eastern Orthodox Christianity)
- 在米国ウクライナ正教会